# Petit Garrot
Bucephala albeola
Espèce
Statut de conservation UICN

 LC  : Préoccupation mineure
Le Petit Garrot (Bucephala albeola) ou Garrot albéole, est une espèce néarctique d'oiseaux appartenant à la famille des Anatidés.

## Description
Il mesure environ 30cm de long pour une envergure d'environ 40cm. Il pèse de 270g à 400g.

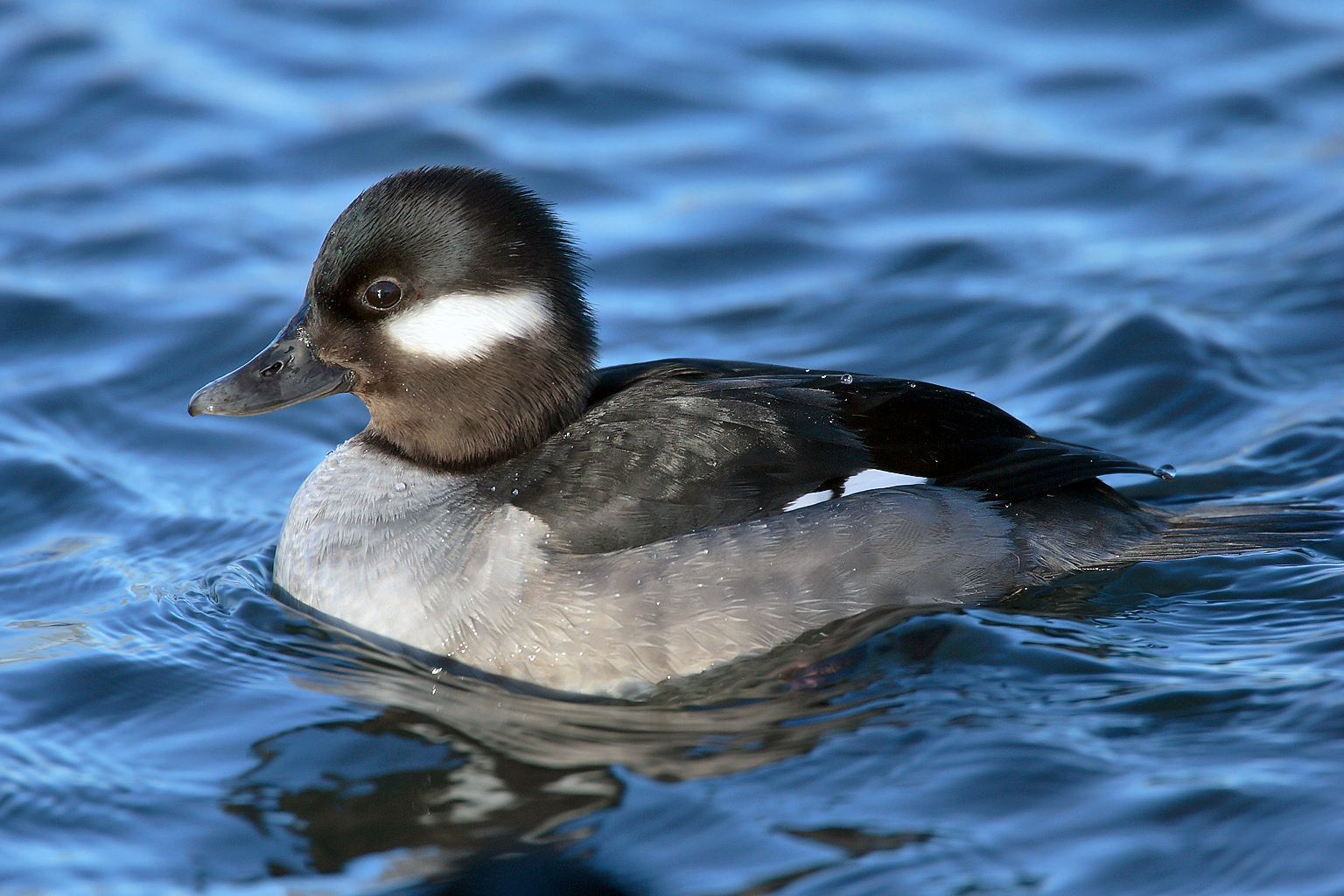
femelle
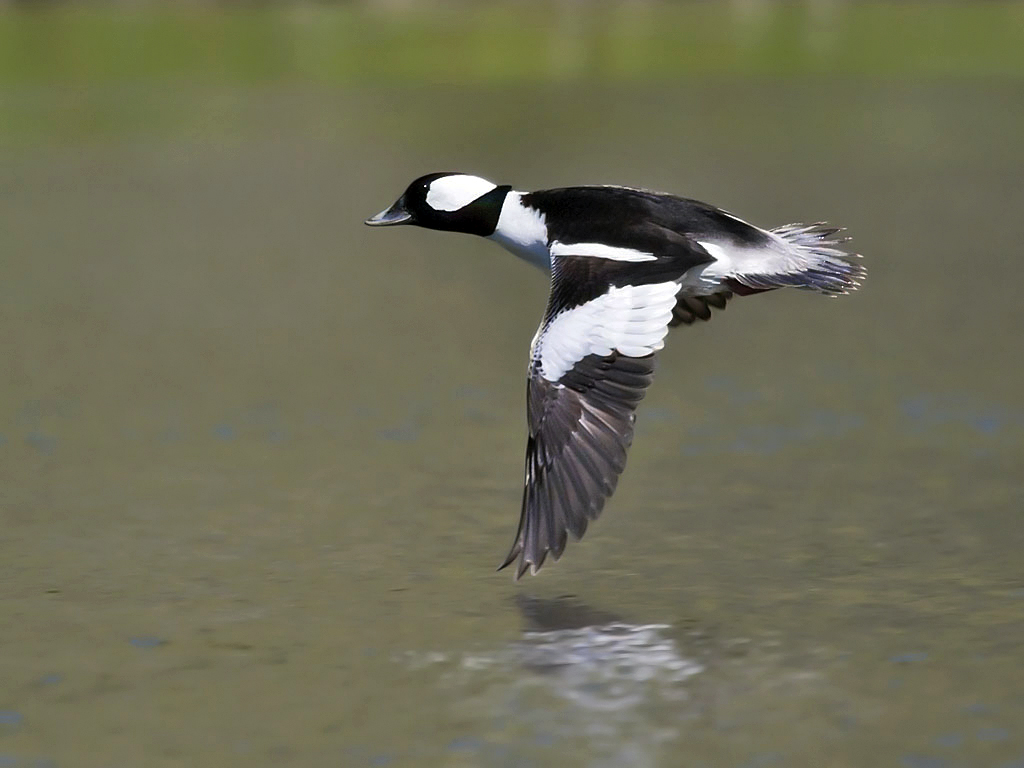
mâle en Californie

## Alimentation
Dans un habitat d'eau douce, il se nourrit principalement d'insectes. Au bord de la mer, il se nourrit principalement de crustacés et de mollusques. Il se nourrit aussi de plantes aquatiques et d'œufs de poisson.

## Reproduction
Ils sont monogames et les femelles retournent sur le même lieu de reproduction chaque année. La femelle pond 9 œufs  qu'elle couve pendant 28 à 35 jours. Quand elle quitte son nid pour aller chercher la nourriture, la femelle recouvre les œufs de plumes. Les cannetons atteignent la majorité sexuelle à 2 ans. L'espérance de vie est de 14 ans.

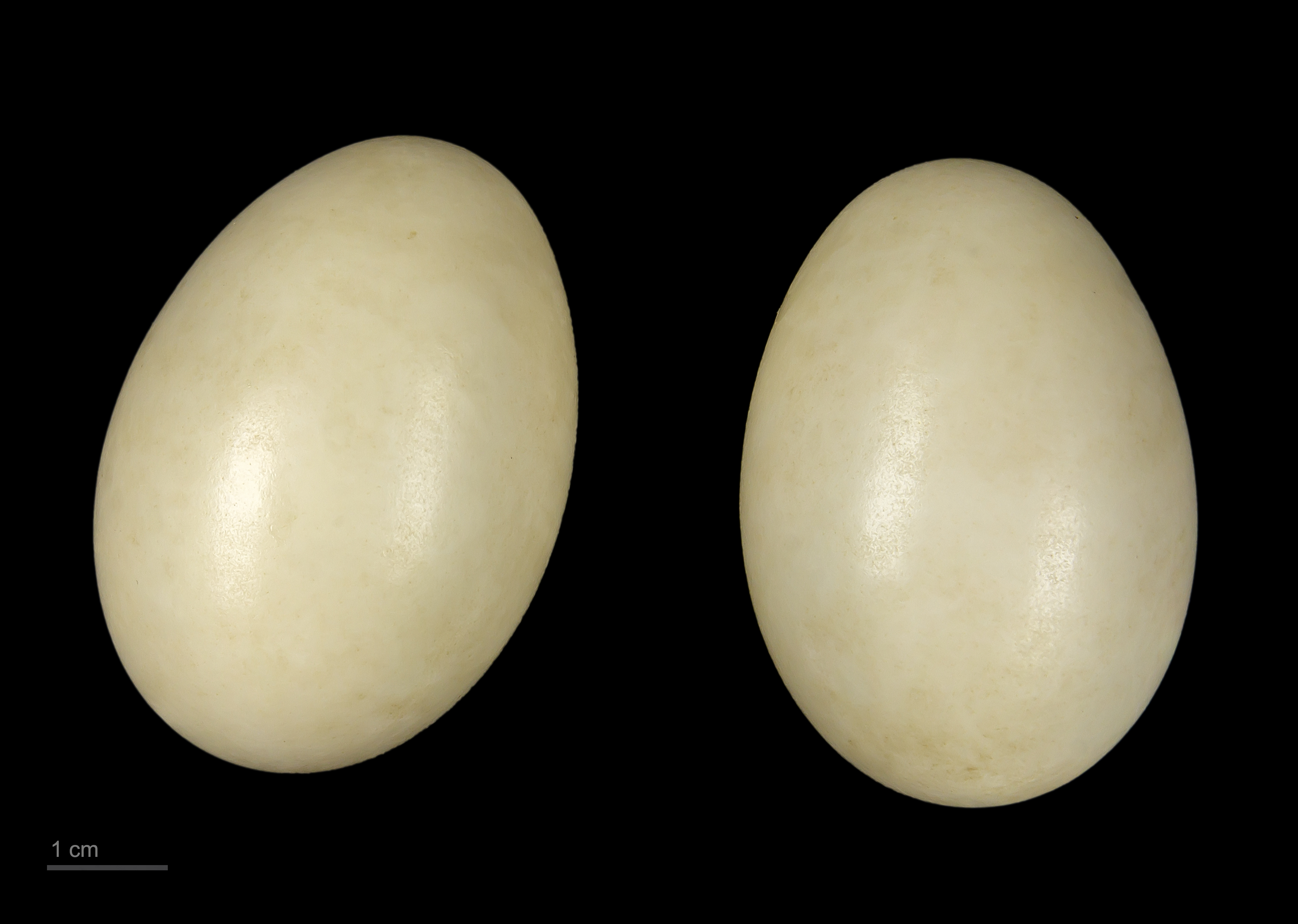
Bucephala albeola - MHNT

Les petits garrots utilisent des nids construits par d'autres espèces. Ce sont des nids avec une entrée d'environ 7 cm de diamètre et une cavité de 12 à 20 cm de diamètre. Les plus grandes cavités sont évitées car elles sont convoitées par les garrots à œil d'or qui tueraient les poussins petits garrots.

## Prédateurs
Les adultes peuvent être les proies du faucon pèlerin, du harfang des neiges, du pygargue à tête blanche, de l'aigle royal, de la buse à queue rousse, du grand-duc d'Amérique, du hibou grand-duc et de l'épervier de Cooper.

zone de nidification
présence permanente
voie migratoire
aire d'hivernage

## Répartition
Le Garrot albéole peuple l'Amérique du Nord.